# Viticulture en Tchéquie

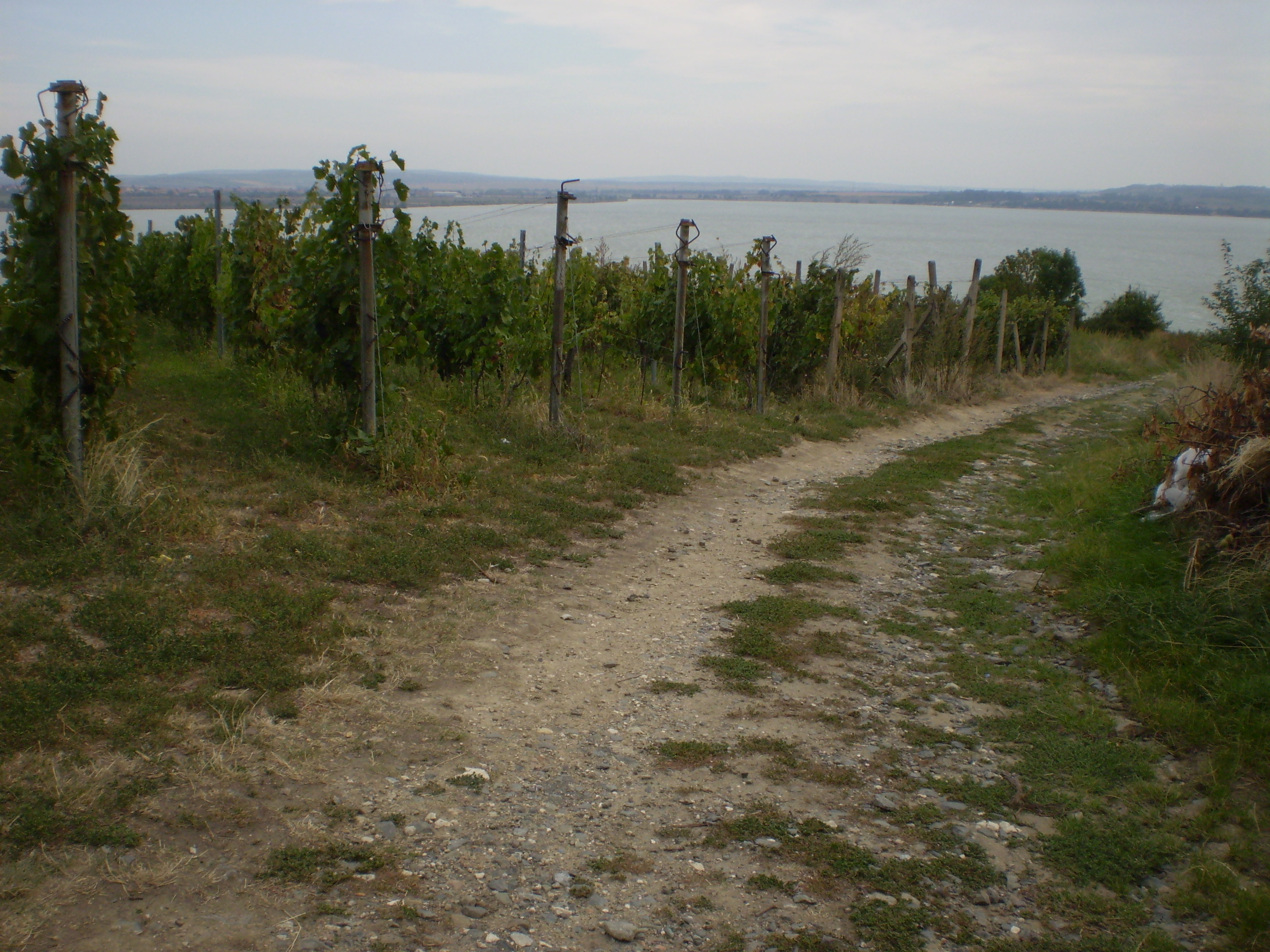
Vigne en automne (district de Břeclav).

L'histoire de la viticulture en Tchéquie remonte à l'histoire romaine. Son vignoble a connu son apogée au XVIe siècle et son périgée dans la première moitié du XXe siècle. Malgré une replantation accélérée au début du XXIe siècle, la viticulture tchèque n'a pas réussi à retrouver avant son entrée dans l'Union européenne la superficie plantée qu'elle possédait cinq siècles plus tôt. Néanmoins, la qualité de ses vins n'a pas été en reste.

## Histoire
Au cours du IIe siècle, la Xe légion romaine basée à Vindobona construisit un camp romain près de la route de l'ambre et des collines de Pálava à Mikulovská, près de l'actuel village de Pasohlávky.
Vers l'an 278, l'empereur romain Marcus Aurelius Probus annula l'édit de l'empereur Domitien qui avait prohibé la plantation de vignes au nord des Alpes et encouragea au contraire la plantation de nouvelles vignes dans les colonies romaines septentrionales.
En 1926, des fouilles archéologiques de l'ancien camp romain ont mis au jour de nombreuses reliques comprenant entre autres une serpette à tailler la vigne.
Les historiens postulent que les cépages Grüner Veltliner et Welschriesling pourraient avoir été introduits dans la région durant l'occupation romaine.
La viticulture a été pratiquée sous l'empire Grand-Morave (833-906), ce que prouvent les nombreuses serpettes et pépins de raisins découverts lors de fouilles archéologiques de camps slaves.
Selon la légende, le Prince Svatopluk de Grande-Moravie envoya au Prince Bořivoj de Bohême un tonneau de vin pour fêter la naissance de son fils Spytihněv en 875. Ludmila, l'épouse de Bořivoj, sacrifia un peu de vin à Krosyně, la déesse de vendanges, tout en plaidant pour des pluies abondantes. Son souhait fut exaucé et les moissons sauvées ; Bořivoj et Ludmila se convertirent au christianisme. Plus tard, ils plantèrent les premières vignes autour de Mělník.
Leur petit-fils Wenceslas y apprit par la suite à cultiver la vigne, à presser le raisin et à faire du vin. Il est honoré par les vignerons tchèques comme Supremus Magister Vinearum (le maître suprême des vignobles) ; chaque année fin septembre a lieu un festival du vin à Mělník le jour de la Saint-Wenceslas.
L'expansion rapide du vignoble dans les régions tempérées tchèques est attestée par un acte de covenant proclamé par le prince Spytihněv II en 1057 à l'église collégiale de Saint Stephen à Litoměřice. Listant les vignobles offerts dans les environs ainsi que le nom des vignerons, il s'agit du premier écrit concernant le vignoble et les vignerons de Bohême. La première trace écrite concernant le vignoble de Moravie se trouve dans la charte fondatrice de l'abbaye bénédictine de Třebíč en 1101.
Dès la fin du XIIe siècle et durant le XIIIe siècle, plusieurs ordres religieux ont joué un rôle majeur dans l'expansion du vignoble tchèque. L'abbaye prémontrée de Louka près de Znojmo fut la première en 1195, puis vinrent le monastère cistercien de Velehrad en 1202 et l'abbaye cistercienne d'Altzel près de Meissen en 1251. De grand vignobles ont été constamment plantés de cépages originaires de France et d'Allemagne et les méthodes culturales de ces pays adoptées.
Le regroupement des vignobles permettait de mieux les protéger des voleurs et des animaux sauvages. Par ailleurs, leur entretien en était facilité ainsi que la perception de la dîme, des droits et taxes pendant les vendanges.
En 1249, la famille Liechtenstein commença à coloniser la région de Mikulov. De nombreux vignoble furent plantés autour des collines de Pálava.
Le document le plus ancien relatif au droit foncier date de 1281. Il s'agit du droit retatif aux propriétés de l'Église autour de Kroměříž, également connu sous le nom de Bergrecht (littéralement : le droit des montagnes).
En 1309, le Bergrecht et les règles du vignoble dits « de Falkenstein » (près de Mikulov), comme appliqué dans le district de Mikulov, devinrent le modèle de toute la règlementation viti-vinicole des communes de Moravie-du-sud. À cette époque, Falkenstein était également la cour d'appel suprême pour tout ce qui concernait les litiges viti-vinicoles en regard du Bergrecht de Falkenstein.
Fin XIIIe - début XIVe siècle, le vignoble explosa en Moravie. Pour les bourgeois de Brno, qui possédaient les vignobles non seulement autour de Brno mais aussi à Židlochovice, Hustopeče ainsi qu'à Mikulov et Znojmo, la concurrence des vins autrichiens devint problématique. À leur demande, le roi Jean de Luxembourg décréta le 5 avril 1325 que la vente et le service de vin autrichien devaient être restreints : ces vins étaient interdits entre les vendanges et les Pâques suivantes. Des gouteurs de vins furent mis en place à l'entrée de la ville, déterminant l'origine des vins et autorisant ou non leur entrée intra-muros. De plus, ils déterminaient le prix de vente des vins. Ceci fut le début embryonnaire de la « guilde des commissaires du vins » dont la mission fut poursuivie plus tard par les courtiers en vins. Ces courtiers servirent également de transporteurs, collectant les tonneaux de vin chez les producteurs et les livrant aux caves des acheteurs. On disait que ces personnes avaient la meilleure connaissance de la qualité et de la quantité du vin dans les caves de Moravie et, de par ce postulat, étaient prétendus comme les meilleurs intermédiaires dans le commerce du vin.
Les XIVe, XVe et XVIe siècles virent également naitre d'autres règlementations viti-vinicoles et commerciales en Bohême et en Moravie. Les unes portaient sur la plantation de vignes ici ou là, d'autres sur la commercialisation des vins de telle origine en d'autres lieux, d'autres encore sur diverses obligations administratives dont l'enregistrement des vignobles. De ce fait, le registre des Liechtenstein, datant de 1414, est devenu le plus ancien registre préservé, documentant un grand nombre de vignobles aux environs de Mikulov et Valtice. Le XVIe siècle, qui fut l'apogée du vignoble tchèque, vit également paraitre des publications sur la culture de la vigne et l'élevage du vin.
La guerre de Trente Ans (1618–1648) détruisit une part significative des vignobles tchèques qui furent progressivement replantés les cent ans qui suivirent. Cette croissance continua au XVIIIe siècle. Devant la rude concurrence des vins moraves, les vignerons autrichiens demandèrent en 1763 à Marie-Thérèse d'Autriche de prendre des mesures drastiques afin de limiter la création de nouveaux vignobles.
Le XVIIIe siècle vit également apparaître la première classification des vins moraves en 1784. Celle-ci catégorisait les vignobles en trois classes dépendant de la qualité des vins produits.
Comme dans le reste de l'Europe, les conflits fréquents des XVIIe et XVIIIe siècles amenuisèrent la population locale tant du fait direct des guerres que du fait de l'émigration qu'elles provoquaient, ce qui marqua le déclin du vignoble tchèque. Les bourgeois, plutôt que de restaurer leurs vignobles, préfèrèrent s'adonner à d'autres occupations. La superficie du vignoble, encore de 15 000 hectares en 1837, s'étiola jusqu'à 8 000 hectares au début du XXe siècle.
Le XIXe siècle vit l'apparition de nombreuses académies du vin consacrées à la formation d'œnologues qualifiées dans l'art et la science de l'élevage du vin. Elles furent établies à Bzenec (1855), Znojmo (1868), Valtice (1873), Mělník (1882), Lednice (1895) et, plus tard, Mikulov (1903) et Klobouky (1921).

Puis vint le phylloxéra. Il arriva en Moravie par Šatov en 1890, puis Mikulov et Dolní Dunajovice en 1900, Perná en 1901 et atteint Horní Věstonice et Bavory en 1902 avec les mêmes effets dévastateurs que partout ailleurs. Le même remède fut administré : la replantation de cépages résistants. Du fait de l'éloignement, de l'isolement et de la petite taille des vignobles de Bohême, le phylloxéra n'y arriva qu'en 1970.
La première moitié du XXe siècle vit le vignoble tchèque végéter, sa superficie stagnant sous 7 000 hectares jusqu'en 1965. À cette époque, le renouvellement des vignobles s'accéléra et adopta des standards hautement productifs suivant l'exemple autrichien du professeur Lenz Moser.

1995 vit la publication des lois sur le vin. À peine plus tard, en 1996, commença la préparation de l'entrée de la Tchéquie dans l'Union européenne (UE) avec la traduction puis l'incorporation des textes européens dans le droit tchèque. En 2004, la Tchéquie entra dans l'UE avec une législation viti-vinicole conforme aux standards européens.

## Géographie

### Situation

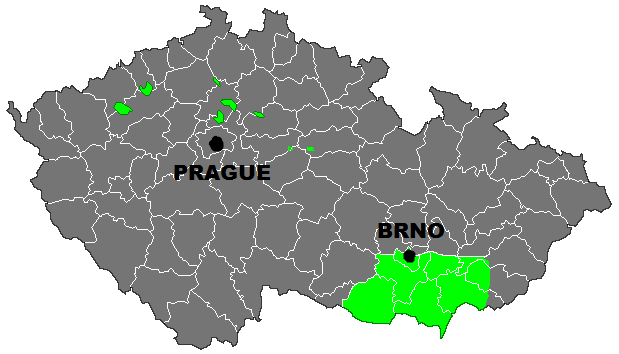
Les vignobles de Tchéquie.

La législation viti-vinicole tchèque définit deux régions viticoles (Vinařská oblast) : la Moravie (Vinařská oblast Morava), qui constitue 96 % du vignoble tchèque, et la Bohême (Vinařská oblast Čechy).
Elles se décomposent en sous-régions (Vinařská podoblast) dénommées suivant un toponyme local.

#### La Moravie
En 2007, le vignoble de Moravie s'étendait sur 18 500 hectares.
La production de vin tchèque se concentre autour de la Moravie-du-Sud, plus particulièrement à proximité de la rivière Dyje. Quatre sous-régions la composent :
- Vinařská podoblast Velkopavlovická, nommée d'après la ville de Velké Pavlovice, 5 200 hectares ;
- Vinařská podoblast Slovácká, nommée d'après la région de Slovaquie morave, 5 000 hectares ;
- Vinařská podoblast Mikulovská, nommée d'après la ville de Mikulov, 4 750 hectares ;
- Vinařská podoblast Znojemská, nommée d'après la ville de Znojmo, 3 500 hectares.

Le « centre national du vin tchèque » avec le « salon du vin de Tchéquie » se trouvent dans le château de Valtice, dans la région viticole de Moravie.
La région viticole de Moravie-du-Sud est très adaptée à la production de vin blanc qui combine un spectre intéressant d'arômes et de goûts épicés spécifiques conférés par la matière première émanant du fertile sol morave. La combinaison du nez et du palais soulignée par une fraiche acidité ne peut qu'encourager la répétition de dégustation de ces vins équilibrés au goût caractéristique et spécifique aux différentes sous-régions moraves.

#### La Bohême
En 2007, le vignoble de Bohême s'étendait sur 726 hectares.
La Bohême rassemble une nuée de petits vignobles qui font partie des vignobles les plus septentrionaux d'Europe ; ils sont situés au nord du cinquantième parallèle (50° N), soit à hauteur de Wiesbaden dans le Rheingau.
Deux sous-régions viticoles la composent :
- Vinařská podoblast Mělnická, nommée d'après la ville de Mělnik ;
- Vinařská podoblast Litoměřická, nommée d'après la ville de Litoměřice.

De petits vignobles se trouvent dans Prague même mais ne produisent pas un volume significatif de vin.

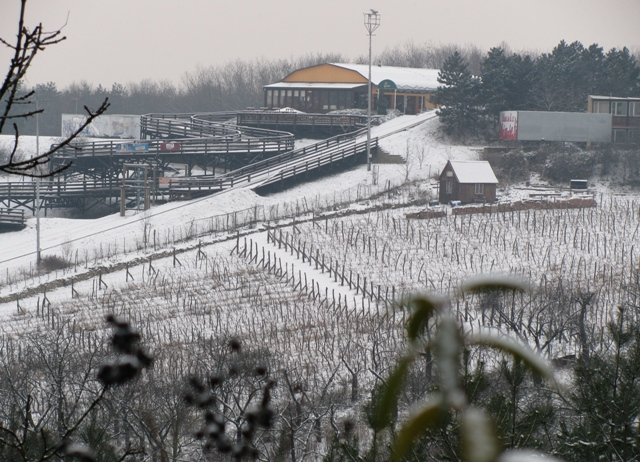
Le vignoble en hiver.

Les cinq cépages dominants en Bohême sont le müller-thurgau (26 % des vignobles), le riesling (16 %), le saint-laurent (14 %), le portugais bleu (10 %) et le pinot noir (8 %).

### Climatologie
Situé à égale latitude que le sud de l'Allemagne, le vignoble tchèque fait partie des vignobles les plus septentrionaux. 
La Tchéquie se situe en Europe centrale de climat à tendance continentale. Les étés sont chauds et secs, les hivers longs et froids. Ces conditions limitantes donnent des vins très variés, fruités notamment.

## Cépages
Les cépages les plus communément cultivés en Tchéquie sont :

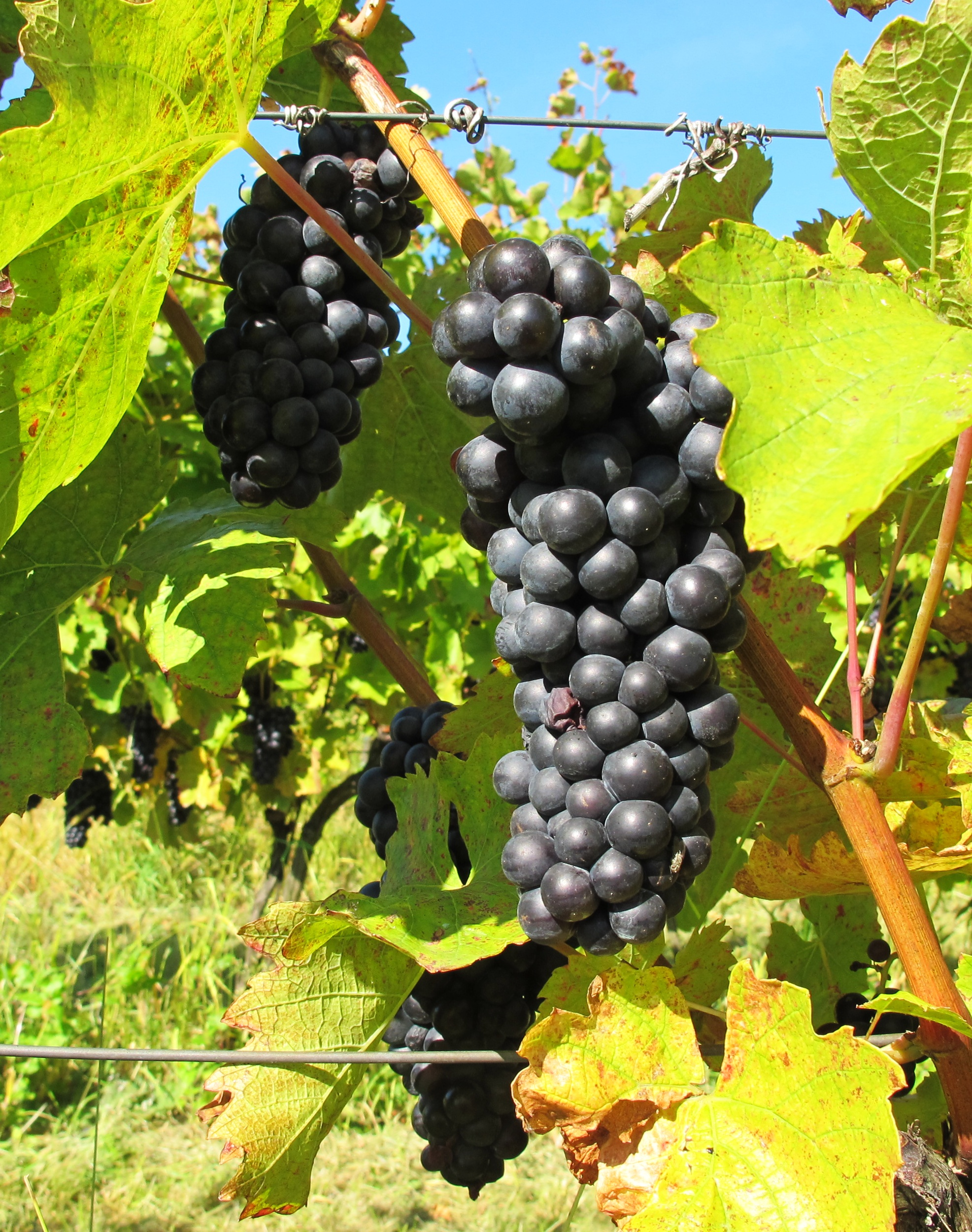
Raisin noir prêt pour les vendanges.

- en rouges, ils constituent 32 % de la superficie plantée :
  - Svatovavřinecké - saint-laurent, 9.0 % des plantations ;
  - Frankovka - blaufränkisch, 5.6 % ;
  - Zweigeltrebe - zweigelt, 4.7 % ;
  - Rulandské modré - pinot noir, 4.0 % ;
  - Modrý Portugal - portugais bleu, 3.9 % ;
  - cabernet sauvignon, 1.3 %.

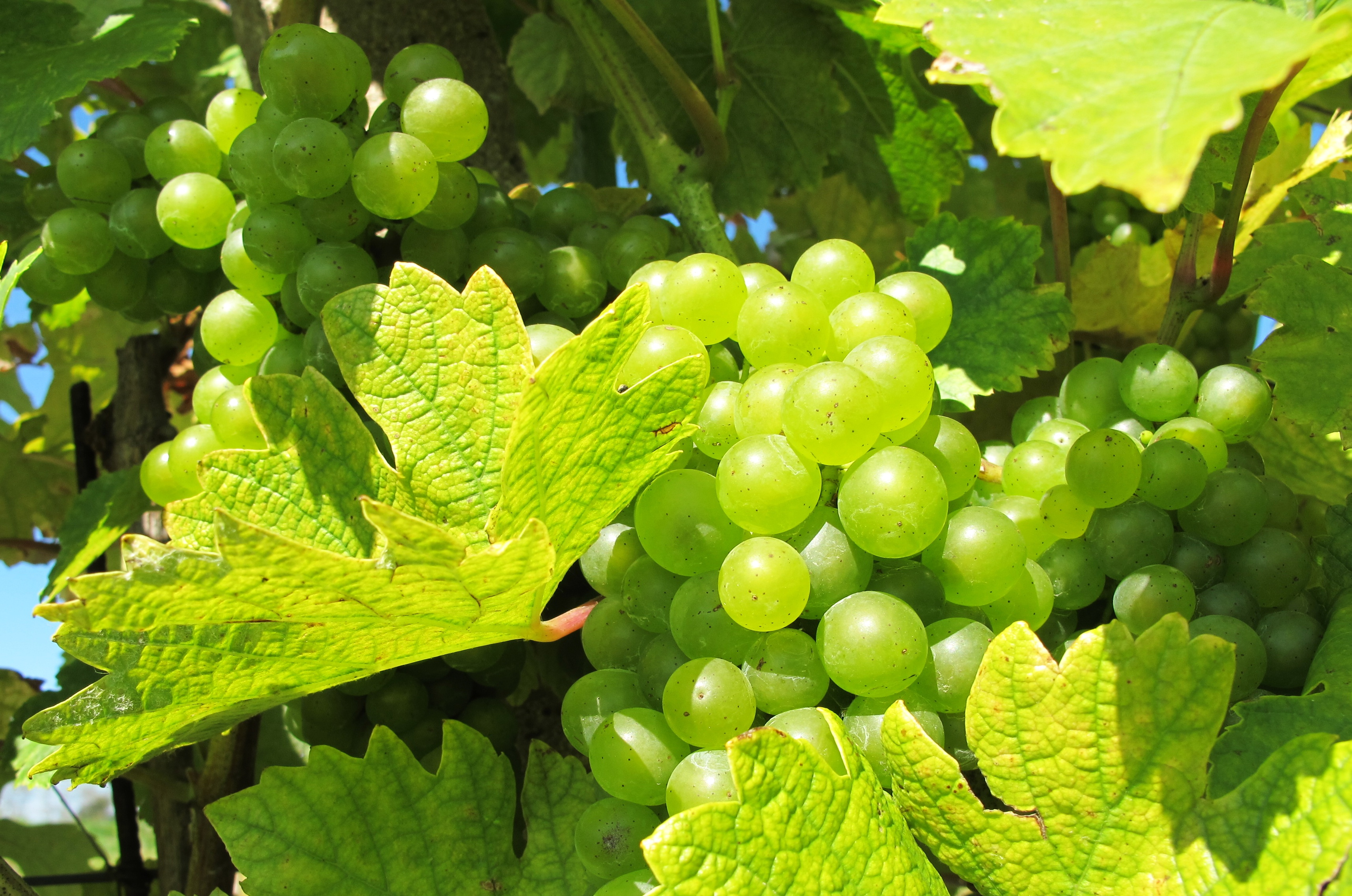
Grappe de raisin blanc à maturité.

- en blancs, ils constituent 67 % de la superficie plantée :
  - müller-thurgau, 11.2 % des plantations ;
  - Veltlínské zelené - Grüner Veltliner, 11.0 % ;
  - Ryzlink vlašský - welschriesling, 8.5 % ;
  - Ryzlink rýnský - riesling, 7.0 % ;
  - sauvignon, 5.0 % ;
  - Rulandské bílé - pinot blanc, 5.0 % ;
  - chardonnay, 4.0 % ;
  - Rulandské šedé - pinot gris, 3.7 % ;
  - Tramín červený - gewurztraminer, 3.0 % ;
  - Neuburské - neuburger, 2.3 % ;
  - Muškát moravský - muscat morave, 1.8 % ;
  - Veltlínské červené rané - Frühroter Veltliner, 1.7 % ;
  - Irsai Oliver - Oliver Irsay, 0.4 %.

- le 1 % restant correspond aux raisins de table et aux porte-greffes[6].

## Classification des vins
La législation viti-vinicole tchèque classe les vins selon l'origine des raisins d'une part et selon sa maturité d'autre part. Cette dernière est déterminée suivant la densité du moût au moment des vendanges. La teneur en sucres est exprimée en degrés Normalizovaný moštomer (abbr. °NM) qui est l'échelle légale en Tchéquie et en Slovaquie. 1 °NM correspond à 1 kg de sucres dans cent litres de moût.
L'étiquette d'un vin tchèque comporte habituellement la variété du cépage utilisé, la description détaillée de son origine et ses attributs de qualité. En général, les vins issus de moûts à forte teneur en sucre sont considérés comme de meilleure qualité.
Par ailleurs, la Tchéquie produit également des vins d'origine certifiée (VOC) qui correspondent au minimum aux vins de qualité (voir ci-dessous). Ces vins ne sont pas contrôlés par l'inspection d'État de l'agriculture et de l'alimentation tchèque (SZPI) mais supervisées par des associations de viticulteurs dont les producteurs doivent être membre pour y prétendre. C'est le ministre de l'agriculture qui donne aux membres de ces associations, sous de strictes conditions, le droit à la désignation VOC.
Chaque type de vin (tranquille, mousseux, de liqueur) produit en Tchéquie a sa propre classification. Voici celle concernant les vins tranquilles :

### Selon l'origine
L'étiquette d'un vin tchèque comporte une ou plusieurs des mentions suivantes : 
- Vinařská blast : la région viticole ;
- Vinařská podoblast : la sous-région ;
- Vinařská Obec : le village ;
- Trať : le vignoble.

### Selon la qualité

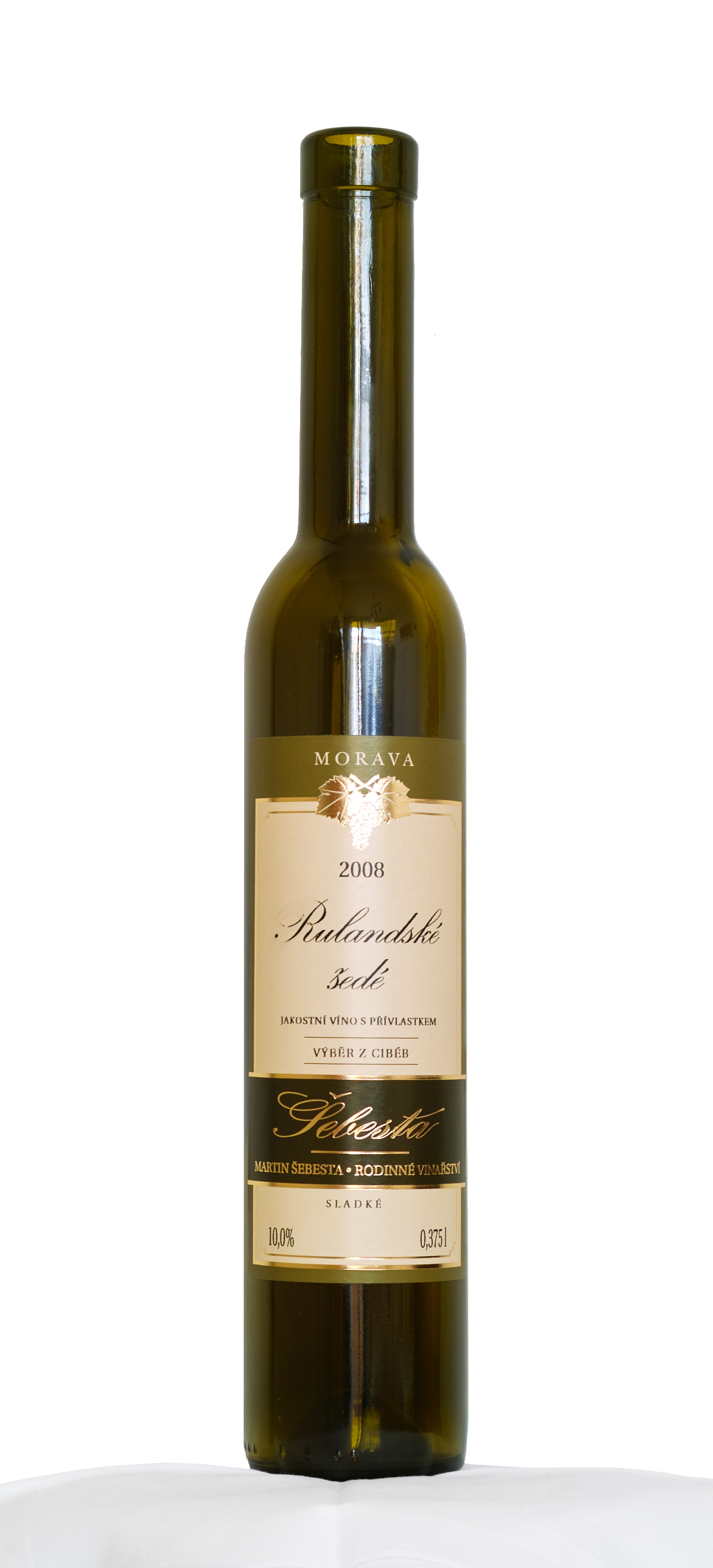
Bouteille de sélection de grain noble.

L'étiquette d'un vin tchèque doit comporter l'une des mentions suivantes : 
- Stolní víno (vin de table) : la plus basse qualité, correspondant à un vin produit à partir de raisins issus d'un pays de l'UE ;
- Zemské víno (vin de pays) : correspond à un vin produit à partir de variétés de raisins précises originaires de vignobles désignés, dont les récoltes sont limitées à 12 tonnes par hectare et dont la teneur en sucres du moût n'est pas inférieure à 14 °NM (140 g/l) ; l'étiquette de ces vins peut porter le nom de la région, le millésime et la variété de raisins utilisée ;
- Jakostní víno (vin de qualité) : en plus des critères pour un vin de pays, correspond à un vin produit dans la région d'origine de raisins et dont la teneur en sucres du moût n'est pas inférieure à 15 °NM (150 g/l) ;
il doit en outre remplir certaines conditions de qualité et être classifié par le SZPI dans une des catégories suivantes :
  - Jakostní víno odrůdové (vin variétal de qualité) : correspond à un vin produit à partir d'au plus trois variétés de raisins autorisées pour la production de vins de qualité ;
  - Jakostní víno známkové (vin d'assemblage de qualité) : correspond à un vin assemblé à partir de variétés de raisins récoltées dans des vignobles désignés pour la production de vins de qualité ou par assemblage de vins de qualité ;
- Jakostní víno s přívlastkem (vin de qualité avec attributs - correspond aux vins de qualité produits dans des régions déterminées) : en plus des critères pour un vin variétal de qualité, vin non chaptalisé produit à partir de raisins originaires d'une seule sous-région et dont la variété, l'origine, la teneur en sucres et la quantité ont été vérifiées par le SZPI ; l'étiquette de ces vins peut porter, dans l'ordre décroissant de la proportion, le nom de chaque variété de raisins utilisée si sa proportion atteint 15 % ;
on distingue :
  - Kabinetní víno (vin doux correspondant au Kabinett allemand) : correspond à un vin produit à partir de moût dont la teneur en sucres est comprise entre 19 et 21 °NM (190 à 210 g/l) ;
  - Pozdní sběr (vendage tardive) : correspond à un vin produit à partir de raisins vendagés plus tard et dont la teneur en sucres du moût est comprise entre 21 et 24 °NM (210 à 240 g/l) ;
  - Výběr z hroznů (sélection spéciale de grappes) : correspond à un vin produit à partir de grappes surmuries dont la teneur en sucres du moût est comprise entre 24 et 27 °NM (240 à 270 g/l) ;
  - Výběr z bobulí  (sélection spéciale de baies) : correspond à un vin produit à partir de baies surmuries dont la teneur en sucres du moût n'est pas inférieure à 27 °NM (270 g/l) ;
  - Výběr z cibéb (sélection de grains nobles) : correspond à un vin produit à partir de baies affectées par la pourriture noble dont la teneur en sucres du moût n'est pas inférieure à 32 °NM (320 g/l) ;
  - Ledové víno (vin de glace) : correspond à un vin produit à partir de raisins gelés sur pieds ; le moût est obtenu par pressurage des baies à une température inférieure à −7 °C ; sa teneur en sucres n'est pas inférieure à 27 °NM (270 g/l) ;
  - Slámové víno (vin de paille) : correspond à un vin produit à partir de raisins mis à sécher après les vendanges pendant au moins trois mois sur lit de paille ou de roseau ou suspendu dans un local bien aéré dont la teneur en sucres du moût n'est pas inférieure à 27 °NM (270 g/l) ;

### Selon la teneur résiduelle en sucres
Un vin est dit :
- sec :
  - si sa teneur résiduelle en sucres ne dépasse pas (4 g/l) ou
  - si sa teneur résiduelle en sucres ne dépasse pas (9 g/l) et si la différence entre sucre résiduel et acidité totale convertie en acide tartique ne dépasse pas (2 g/l) ;
- demi-sec si sa teneur résiduelle en sucres, supérieure à celle d'un vin sec, ne dépasse pas (12 g/l) ;
- demi-doux si sa teneur résiduelle en sucres, supérieure à celle d'un vin demi-sec, ne dépasse pas (45 g/l) ;
- doux si sa teneur résiduelle en sucres n'est pas inférieure à (45 g/l).

## Tourisme vinicole

### Les fêtes des vendanges
Les fêtes des vendanges (vinobraní en tchèque) sont les fêtes les plus importantes des villages viticoles tchèques. Elles commencent en septembre et se prolongent souvent jusqu'à l'hiver, suivant les vendanges des différents cépages.
La plus grande de ces fêtes est indéniablement celle de Znojmo où des milliers de visiteurs, tchèques et étrangers, se rassemblent lors de la Znojemské vinobraní. Son programme est issu d'un scénario de 1966 remontant au temps de Jean de Luxembourg qui se rendit à Znojmo en 1327. Elle commémore son passage dans la ville au moyen d'un défilé en costumes d'époque et de simulacres de duels entre chevaliers.
D'autres fêtes ont lieu fin septembre en d'autres hauts-lieux de la viticulture : on peut citer Poděbrady, Třebíč, Valtice ou Velké Žernoseky.

### La route des vins de Moravie
Contrairement à la plupart des routes des vins du monde, la route des vins de Moravie est un vaste réseau de voies cyclables, pistes ou sentiers, serpentant à travers les vignes entre villages et autres sites pittoresques.
Ce réseau, qui développe plus de 1 200 km de voies cyclables, est géré et entretenu par Nadace Partnerství (la « fondation du Partenariat ») qui publie régulièrement les cartes afférentes avec de nombreux détails : longueur de parcours, profil, état des voies etc.
On y trouve notamment dix circuits touristiques à thème. L'un d'eux, le « Chemin vinicole morave », permet de parcourir toutes les régions vinicoles sur un développé de 300 km passant par Znojmo et Uherské Hradiště.
D'autres, dénommés « sentiers locaux d'enseignement au vin », permettent de se familiariser avec les vins comme « la piste à travers la terre du cépage André » ou encore « le sentier du cépage Muscat moravsky ».
À l'instar d'un réseau routier normal, ce réseau est richement signalisé : les panneaux directeurs y côtoient les panneaux indicateurs et les balises de couleurs jalonnent les différents itinéraires.

## Marché du vin

### Exportations
Le premier client est la Slovaquie. Les exportations vers ce pays représentent 85 % du chiffre d'affaires, 93 % des volumes et 60 % des vins effervescents. Ce partenaire économique domine très nettement la Belgique, la Pologne et la Hongrie.

### Importations
L'entrée de vins étrangers en Tchéquie est passée de 496 000 hectolitres en 1998, à 1,2 million d'hectolitres en 2006. Seuls 40 % de ces vins sont en bouteille, le reste est importé en vrac. 
Ces vins proviennent majoritairement d'Italie et d'Espagne, grâce à leur bas prix. Importés en vrac, ces vins sont conditionnés sur place. Les échanges régionaux avec la Hongrie et la Slovaquie sont importants. Les vins chers sont d'origine française et importés en bouteille (la France est le sixième partenaire en volume mais le deuxième en valeur).

### Distribution
Les magasins représentent 60 % du volume de vin contre 40 % dans la restauration. En valeur marchande, les pourcentages sont de 45 et 55 %. La répartition des ventes dans le commerce sont de 56 % en grande surface, 24 % en magasins 8 % en discount et le reste essentiellement en vente directe dans les domaines.